# Angelika (knižní série)
Angelika (Angélique) je více než desetisvazková románová série francouzské spisovatelky Anne Golon. Knihy vznikaly v druhé polovině 20. století. Ústřední romantická zápletka je pojítkem pro rozsáhlou historickou fresku, mapující důležité historické milníky i každodenní život v 17. století nejen ve Francii a ukazující na existující i dnes již neexistující historické stavby (zámky, kláštery, vězení, mosty, hřbitovy apod.). Vlivem svévolného přepracovávání ze strany vydavatelů vychází od roku 2006 nezkrácená, přepracovaná verze tzv. L’Intégrale. Od roku 2013 navíc vychází i původní verze z 50. let tzv. Version d’Origine. 

## Vydání v Česku

### Původní vydání
V České republice byla kompletní série (18 knih) vydána v devadesátých letech nakladatelstvím Československý spisovatel (později Český spisovatel) pod názvy:
- Angelika, markýza andělů 1, 2 (orig. 1956, česky 1991)[1][2]
- Angelika, cesta do Versailles 1, 2 (orig. 1958, česky 1992)[3][4][5][6]
- Angelika a král 1, 2 (orig. 1959, česky 1992)[7][8][9][10]
- Nezkrotná Angelika (orig. 1960, česky 1993)[11][12]
- Angelika se bouří (orig. 1960, česky 1993)[13][14]
- Angelika a její láska (orig. 1961, česky 1993)[15][16]
- Angelika a Nový svět (orig. 1964, česky 1994)[17][18]
- Angelika v pokušení (orig. 1966, česky 1994)[19]
- Angelika a ďáblice 1, 2 (orig. 1972, česky 1994)[20][21][22][23]
- Angelika a spiknutí stínů (orig. 1976, česky 1994)[24]
- Angelika v Quebeku 1, 2 (orig. 1989, česky 1995)[25][26][27]
- Angelika, cesta naděje (orig. 1989, česky 1996)[28]
- Angelika, cesta k vítězství (orig. 1989, česky 1996)[29][30]

#### Angelika, markýza andělů 1
1645-1660: dětství Angeliky (dcery barona de Sancé) na chudém panství zámku Monteloup (v bažinaté oblasti mezi městy Luçon, Fontenay-le-Comte a Niort), dospívání v klášteře v Poitiers, svatba s hrabětem Joffrey de Peyrac a líbánky v Toulouse. Hlavní historickou související událostí je fronda - vzpoura proti králi Ludvíku XIV.

#### Angelika, markýza andělů 2
1660-1661: Louvre, inkvizice, konec manželství Angeliky s Joffreyem. Hlavní historickou související událostí je ukončení války mezi Francií a Španělskem podepsáním Pyrenejského míru na Bažantím ostrově a následný sňatek Ludvíka XIV. a španělské infantky Marie Terezy. Její jméno je v českém vydání knihy nevhodně přeložené jako Marie Terezie.

### Vydání L’Intégrale
Z nezkrácené verze nazvané v originále L'Intégrale v České republice vyšlo prvních pět dílů v nakladatelství Fragment pod názvy:
- Angelika, markýza andělů - 1.díl (orig. 2006, česky 2007)[33]
- Angelika - Toulouská svatba - 2.díl (orig. 2006, česky 2008)[34]
- Angelika - Královské slavnosti - 3.díl (orig. 2006, česky 2008)[35]
- Angelika - Popravený u Notre-Dame - 4.díl (orig. 2006, česky 2009)[36]
- Angelika - Světla a stíny Paříže - 5.díl (orig. 2006, česky 2010)[37]

### Version d’Origine
Knihy z Version d’Origine v České republice nebyly zatím nevydány.

## Obsah
Děj se odehrává v 17. století ve Francii. Hlavní postavou je Angelika, dívka ze zchudlé, provinční šlechty. Jako sedmnáctiletá je provdána za extravagantního, okouzlujícího hraběte de Peyrac. Jejich manželská idyla je však brzy zničena rozsáhlou intrikou. Joffrey de Peyrac je obviněn z čarodějnictví a po vykonstruovaném procesu je odsouzen a upálen. Angelika zůstává sama a bez prostředků. Upadá do pařížského podsvětí, postupně se díky své pracovitosti stává hostinskou a následně bohatou podnikatelkou. Kvůli výhodnému sňatku se dostává na samý vrchol společenského žebříčku a jako markýza du Plessis-Bellière nakonec září na dvoře Ludvíka XIV.
Po smrti svého druhého manžela se Angelika dozvídá, že Joffrey de Peyrac nezemřel na hranici. Jeho stopa vede kamsi do Středomoří. Mladá žena vyráží na riskantní cestu s cílem ho nalézt. Nejasná stopa postupně mizí, Angelika je zajata piráty, prodána na trhu v Kandii a následně se ocitá v harému marockého sultána.
Po návratu do Francie je držena v domácím vězení. Vlivem mnoha událostí vzbouří provincii proti králi, následně prchá a ukrývá se coby prostá služka v La Rochelle. Napětí mezi hugenoty a katolíky sílí. Angelika a její přátelé proto prchají do Ameriky. Na lodi se Angelika, po patnácti letech odloučení, znovu setkává se svým manželem Joffreyem de Peyrac. Po mnoha peripetiích, které předcházejí jejich opětovnému sblížení, konečně doráží k americkým břehům. Jako kolonizátoři pak společně bojují s krutou zimou, hladem, Indiány i fanatickými duchovními a snaží se udržet mír na východním pobřeží. Postupně své nepřátele přemáhají, dostávají se do francouzského Quebeku, kde jim král, ústy guvernéra, navrací zabavené statky a tituly ve Francii.

## Pojetí
Děj se odehrává mezi léty 1649 a 1682. Autorka klade velký důraz na historickou autentičnost, předkládá nejen důležité historické milníky 17. století, ale také seznamuje s každodenním životem různých společenských vrstev i národů. V prvních dílech autorka líčí období občanské války ve Francii, tzv. Frondy. Postupně se dostává k počátkům samostatné vlády Ludvíka XIV. (zatčení Nicolase Fouqueta), autenticky nás provází dobyvačnými válkami Krále Slunce, staveništěm ve Versailles, vypráví o kultuře pařížských salónů (preciózky, Ninon de Lenclos), životě na francouzském dvoře i o hospodářské politice a diplomacii ministra Colberta. A nastiňuje budoucí problémy - Velká travičská aféra, zrušení Ediktu nantského.
Stejně detailně autorka mapuje i život ve Středomoří (obchod s otroky, střety kříže a půlměsíce) a v Novém světě (kultura původních obyvatel, války mezi katolíky a protestanty).
Před očima čtenáře tak vzniká rozsáhlá, komplexní, historická freska, kde ústřední romantická zápletka může sloužit jen coby pojítko.
V celé sérii vystupuje více než 1350 postav, reálných i fiktivních. Velká část se může pyšnit originálními, propracovanými charaktery. Ústřední postavy Angelika a hrabě Joffrey de Peyrac procházejí složitým psychologickým vývojem, dozrávají, mění názory i hodnoty, dělají chyby atp. Kniha proto působí velmi realisticky a umožňuje čtenáři snáze se ztotožnit s hlavními hrdiny. Množství nezodpovězených otázek pak může vybízet k dalším úvahám, popřípadě k vlastní fanouškovské tvorbě.
Anne Golon také pracovala na posledním dílu „Království Francie“, které by završovalo Angeličino vítězství.

## Filmová zpracování
V šedesátých letech byla Angelika zfilmována režisérem Bernardem Borderiem v hlavních rolích s Michèle Mercier a Robertem Hosseinem. Pětidílná série, začínající filmem Angelika, markýza andělů, se však od původní knižní předlohy značně odklání.
V roce 2013 byl román nově zfilmován, tentokrát se režie ujal Ariel Zeitoun, hlavní role pak obsadili Nora Arnezeder a Gérard Lanvin.